# Alfredo Binda
Alfredo Binda (Cittiglio, 11 augustus 1902 – aldaar, 19 juli 1986) was een Italiaans wielrenner. Hij was prof tussen 1922 en 1936, en won in die periode vijf keer de Ronde van Italië en drie keer het wereldkampioenschap op de weg.

## Biografie
Binda wordt geboren in Cittiglio, Lombardije, in een gezin met tien kinderen. Hij speelt trompet bij de gemeentelijke harmonie van zijn dorp en houdt ook van fietsen. Maar het gezin is arm. Samen met zijn broer Primo emigreert hij naar Nice, waar ze onderdak vinden bij neven.
Aan de Franse Rivièra ontbreekt het niet aan werk, en aan fietswedstrijden evenmin. Hier ontdekt de jonge Binda zijn balans: vier dagen per week gaat hij naar school voor lessen industrieel tekenen en drie dagen per week traint hij op zijn fiets.
Binda is vooral te herkennen aan zijn silhouet, dat nergens mee te vergelijken is. Een gentleman die stevig in het zadel zit, en die zijn richting voorzichtig verandert om stenen, keien of struiken op de weg te omzeilen.
Dankzij zijn stijl en zijn overwinningen is Binda een van de grootste figuren van de wielersport. Hij is de enige grote kampioen die door de organisatoren werd verzocht niet deel te nemen aan hun wedstrijd om de spanning te behouden. Zo ook in de Ronde van Italië van 1930. Op zijn naam staan dan al de edities van 1925, 1927, waarin hij twaalf van de vijftien verreden etappes won, 1928 en 1929. Men smeekt hem dus om thuis te blijven, en ter compensatie krijgt hij de grootste premie die ooit is uitgereikt: 22.500 lire, wat toen overeenkwam met het prijzengeld voor de eindzege en enkele ritzeges. De alleenheerschappij van Binda kan niet beter worden aangetoond. Wat blijft is de grandeur van de uitblinker uit Varese, een grandeur die wordt geïllustreerd door andere overwinningen op hoog niveau, waaronder zijn drie triomfen als wereldkampioen – in 1927 op de Nürburgring, in 1930 in Luik en in 1932 op het circuit van Rocca di Papa in Rome.
Hij wint de Ronde van Italië in totaal vijf keer, behaalt er 41 etappezeges – enkel Mario Cipollini zal later beter doen met 42 zeges – en gaat zestig dagen aan kop van de wedstrijd, een buitengewone buit. Maar afgezien van het aantal successen dat hij boekt, draagt hij een verpletterende superioriteit met zich mee, die hij zowel bij het sprinten als het beklimmen tentoonspreidt.
Hij blijkt een merkwaardige relatie te hebben met de Ronde van Frankrijk. Hij trotseert de Tour zonder enthousiasme in 1930, wint twee opeenvolgende etappes in Pau en Luchon en moet zich na een val terugtrekken. In Novi Ligure, tijdens Milaan-San Remo in 1936, breekt hij door een ongeval zijn dijbeen en wordt gedwongen om een punt te zetten achter zijn carrière.
Als renner won Binda nooit de Tour, maar als ploegleider van het Italiaanse team neemt hij wraak; hij leidt het team door zegevierende expedities: in 1948 met Gino Bartali, in 1949 en 1952 met Fausto Coppi en in 1960 met Gastone Nencini. Zijn grote wijsheid ligt ten grondslag aan het – destijds als onmogelijk beschouwde – akkoord tussen Bartali en Coppi. Daarnaast loodst hij, als bondscoach, zowel Fausto Coppi als Ercole Baldini naar de wereldtitel. Bovendien heeft hij de hoogste functies bekleed binnen internationale wielerinstellingen.

## Overwinningen
1922
- Trofee Saleya
- Nice-Puget-Théniers-Nice

1923
- Marseille-Nice
- Mont Chauve

1924
- Marseille-Nice
- Toulon-Nice
- Nice-Annot-Nice
- Mont Faron
- 3e en 6e etappe Tour du Sud-Est
- Eindklassement Tour de Sud-Est

1925
- Ronde van Lombardije
- 6e etappe Ronde van Italië
- Eindklassement Ronde van Italië

1926
- Ronde van Lombardije
- Italiaans kampioen op de weg
- 3e, 6e, 7e, 9e, 11e en 12e etappe Ronde van Italië
- Ronde van Toscane
- Milaan-Modena
- Rome-Napels-Rome
- Ronde van Piemonte

1927
- Wereldkampioen op de weg
- Italiaans kampioen op de weg
- Ronde van Lombardije
- 1e, 2e, 3e, 5e, 6e, 7e, 8e, 9e, 10e, 12e, 14e en 15e etappe Ronde van Italië
- Eindklassement Ronde van Italië
- Ronde van Piemonte
- Ronde van Toscane
- Zesdaagse van Milaan

1928
- Italiaans kampioen op de weg
- 2e, 3e, 4e, 5e, 10e en 11e etappe Ronde van Italië
- Eindklassement Ronde van Italië
- Ronde van Veneto
- Ronde van Keulen
- Predappio-Rome

1929
- Italiaans kampioen op de weg
- 2e, 3e, 4e, 5e, 6e, 7e, 8e en 9e etappe Ronde van Italië
- Eindklassement Ronde van Italië
- Ronde van Romagna
- Milaan-San Remo
- Predappio-Rome

1930
- Wereldkampioen op de weg
- 8e en 9e etappe Ronde van Frankrijk

1931
- Milaan-San Remo
- Ronde van Lombardije
- 3e en 4e etappe Ronde van Italië

1932
- Wereldkampioen op de weg

1933
- 2e, 8e, 9e, 10e, 13e en 17e etappe Ronde van Italië
- Eindklassement Ronde van Italië
- Bergklassement Ronde van Italië

## Resultaten in voornaamste wedstrijden
| Jaar | Ronde van Italië | Ronde van Frankrijk | Ronde van Spanje |
| ---- | ---------------- | ------------------- | ---------------- |
| 1924 |                  |                     |                  |
| 1925 | ↑ (1)            |                     |                  |
| 1926 | ↑ (6)            |                     |                  |
| 1927 | ↑ (12)           |                     |                  |
| 1928 | ↑ (6)            |                     |                  |
| 1929 | ↑ (8)            |                     |                  |
| 1930 |                  | opgave (2)          |                  |
| 1931 | opgave (2)       |                     |                  |
| 1932 | 7e               |                     |                  |
| 1933 | ↑ (6)            |                     |                  |
| 1934 | opgave           |                     |                  |
| 1935 | 16e              |                     |                  |

| Jaar | Milaan-San Remo | Parijs-Roubaix | Ronde van Lombardije |  | WK op de weg |
| ---- | --------------- | -------------- | -------------------- |  | ------------ |
| 1924 |                 |                | 4e                   |  |              |
| 1925 |                 | 7e             | ↑                    |  |              |
| 1926 |                 |                | ↑                    |  |              |
| 1927 | ↑               |                | ↑                    |  | ↑            |
| 1928 | ↑               |                | ↑                    |  |              |
| 1929 | ↑               |                |                      |  | ↑            |
| 1930 |                 |                | Zilver               |  | ↑            |
| 1931 | ↑               |                | Goud                 |  | 6e           |
| 1932 | ↑               |                |                      |  | ↑            |
| 1933 | 6e              |                |                      |  | 6e           |
| 1934 | 46e             |                |                      |  |              |
| 1935 | opgave          |                |                      |  |              |
| 1936 | opgave          |                |                      |  |              |

## Trivia
- De Trofeo Alfredo Binda-Comune di Cittiglio is vernoemd naar Alfredo Binda, en heeft de start en finish in Cittiglio.

- Bibliothèque nationale de France: cb17010100m (data)
- Gemeinsame Normdatei: 124529038
- International Standard Name Identifier: 0000 0000 1458 2241
- Library of Congress Control Number: no2014165181
- Istituto Centrale per il Catalogo Unico: REAV096140
- Virtual International Authority File: 62484039
- WorldCat: E39PBJrCcTJrtFJQHdJ7pJ8wG3